# David Carnegie, 10.º Conde de Northesk
David John Carnegie, 10º Conde de Northesk (1 de dezembro de 1865 — 5 de dezembro de 1921) foi um nobre escocês. Ele é filho de George Carnegie, 9º Conde de Northesk e Elizabeth Georgina Frances Elliot. Ele foi casado com Elizabeth Boyle Hallowes, filha do major-general George Skene Hallowes. Eles tiveram dois filhos, David Carnegie, 11º Conde de Northesk e Katharine Jane Elizabeth Carnegie.